# Meyer Arnvid
Meyer Arnvid Clement (Copenaghen, 20 giugno 1927 – Næstved, 29 agosto 2007) è stato un musicista e trombettista danese di musica jazz.

## Biografia
Meyer iniziò ad interessarsi al jazz dall'età di 12 anni, studiando la tromba durante gli anni del secondo conflitto mondiale e suonando in svariate band di stile swing di livello amatoriale (1943-1946).
Dal 1951 al 1957 fu un membro della Torben Ulrich's Orchestra, con parentesi dal 1952 al 1955 quando fu a capo della sua Blue Note Jazz Band e nel 1955-1956 quando si unì al quartetto Mulligan - Dixieland. Dal 1957 al 1959 suonò con Henrik Johansen ed in seguito accompagnò Albert Nicholas e Sister Rosetta Tharpe in una tournée.
Dal 1959 al 1973 fu leader di un proprio sestetto, la Arnvid Meyer Orchestra, in cui oltre a suonare la tromba fu direttore musicale ed arrangiatore; questo gruppo si impose come uno delle più importanti band di swing del nord Europa. Nel 1965 registrò anche con Ben Webster.
Meyer fu anche un importante promotore ed organizzatore di festivals ed eventi di jazz internazionale in Danimarca.